# Žižkův buk (Dobrá Voda)
Žižkův buk na Dobré Vodě u Malčína v okrese Havlíčkův Brod, je památný strom, jehož minulost bývá spojována s husitským vojevůdcem Janem Žižkou. Roste zhruba 230 metrů JV od centra osady na kraji lesního porostu, 560 metrů jižně od Žižkovy studánky.

## Základní údaje
- název: Žižkův buk, buk u Malčína
- výška: 11–13 m
- obvod: 480 cm
- věk: 500–600 let
- 7. místo v anketě Strom roku 2008
- souřadnice: 49°40'11.56"N, 15°28'11.86"E

Strom pravděpodobně zatím nebyl oficiálně vyhlášen jako památný, v registru památných stromů AOKP ČR i seznamu významných stromů LČR uveden není.

## Stav stromu a údržba
Buk je ve velmi dobrém stavu, kmen je celistvý, bez otevřených dutin, koruna původní.

## Historie a pověsti
Strom možná původně vyznačoval haberskou obchodní stezku mezi Čáslaví a Jihlavou.
Podle pověsti datované do roku 1422 pod stromem odpočíval Jan Žižka. Žižka tehdy porazil Zikmundovo vojsko u Kutné Hory a prchající vojáky pronásledoval směrem k Havlíčkovu Brodu (tehdy Německému Brodu). Vojáci se snažili uprchnout přes zamrzlou Sázavu, ale probořili se ledem a část jich utonula. Žižka se prý během této výpravy dostal až k Malčínu, do malé osady. U studánky se napil, vodu prohlásil za dobrou a osada je prý od té doby nazývána jako Dobrá Voda. Se svou družinou pak odpočíval pod bukem, který dodnes nese jeho jméno.
Jiná pověst, O Režné paní, vypráví o pokladu zakopaném pod kořeny stromu.

## Další zajímavosti
Stromu byl věnován prostor v televizním pořadu Paměť stromů, konkrétně v dílu č. 7: Žižkovy stromy.
Buk byl nominován do ankety Strom roku 2008 panem Josefem Urbancem (Malčín) a s dosaženým počtem 2020 hlasů vybojoval ve finále 7. místo.

## Památné a významné stromy v okolí
- Žižkův dub (Dobrá Voda) (významný strom)
- Buk v Radostíně
- Panuškův dub (Kochánov u Světlé nad Sázavou)
- Lípa u Vlčkova mlýna